# صدیق الرشید ابراهیم عباسی
سپهبد صاحب زاده محمد صدیق الرشید ابراهیم عباسی (۱۹۲۶ یا ۱۹۲۸ - ۲۰۰۲) ، که به عنوان اس.ام عباسی نیز شناخته می شود، یک ژنرال پاکستانی ، فرماندار سند و عضو خانواده سلطنتی بهاولپور بود. 

## تولد و تحصیل
وی در بهاولپور متولد شد ، تحصیلات اولیه خود را در کالج ایچیسن لاهور انجام داد . 

## دوران خدمت
وی به ارتش سلطنتی پاکستان پیوست و در تاریخ ۲۵ نوامبر سال ۱۹۴۸ در هنگ یکم کوهستانی توپخانه سلطنتی پاکستان به عنوان ستوان دوم منصوب شد. 
وی همچنان به عنوان ژنرال توپخانه خدمت کرد و در سال ۱۹۷۸ به درجه سرهنگ دوم ارتقاء یافت. وی از سال ۱۹۷۸ تا ۱۹۸۰ فرمانده سپاه پنجم در کراچی شد. در این مدت ، وی همچنین به عنوان سرپرست نظامی منطقه D ( بلوچستان ) در دوران ژنرال ضیاء الحق فعالیت داشت. 
وی همچنین از سال ۱۹۷۸ تا زمان بازنشستگی در سال ۱۹۸۴ به عنوان فرماندار سند فعالیت داشت. وی همچنین نشان امتیاز پاکستان را دریافت کرده است. 
ژنرال صدیق الرشید در ۲۷ فوریه سال ۱۹۶۰ با یاسمین سلطان بیگم در لاهور ازدواج کرد. وی در اثر نارسایی قلبی در بیمارستان ارتش راولپندی ، پاکستان ، در ۲۱ مارس ۲۰۰۲ درگذشت. مزار وی در مجاورت قلعه دراور است. 